# Illusions (film, 2014)
Pour les articles homonymes, voir Illusions.
Pour plus de détails, voir Fiche technique et Distribution.
Illusions (Amnesiac) est un film à énigme américain réalisé par Michael Polish et écrit par Mike Le et Amy Kolquist.
Le film débute après un accident de voiture. Un homme se retrouve dans une chambre, accompagné d'une femme qui prétend être son épouse. Mais à la suite du choc, l'homme est devenu complètement amnésique et ne la reconnait pas, bien loin de se douter de ce qui l'attend réellement.

## Synopsis
Le film commence avec un couple et leur fille en voiture. La scène se termine par le cri d'un enfant. L'homme (Wes Bentley) est alors  vu en train de se reposer dans un lit à l'intérieur d'une grande pièce contenant des équipements d'hôpital. La femme (Kate Bosworth) apparaît en tenue de femme d'affaires. Lorsqu'elle déclare être son épouse, l'homme devient suspicieux car l'accident l'a rendu totalement amnésique au point de ne plus savoir qui il est lui-même.
L'homme, profitant que la femme sorte faire des courses, décide d'explorer la maison. Après avoir feuilleté un album photos, il fouille le sous-sol où il trouve un projecteur de film, des outils médicaux, des tableaux d'anatomie et des livres, et un cadavre caché dans une armoire. Il confronte alors la protagoniste féminine à son retour, qui lui dévoile que le cadavre est son premier mari avant d'assommer l'homme et de le droguer.
Le protagoniste se réveille plus tard attaché à un lit. La femme lui administre un traitement par électrochocs en lui racontant qu'il lui faut lui fournir une famille s'il souhaite que cela s'arrête. Lorsqu'il lui demande pourquoi l'album photo ne contenait aucune photographie d'elle et de son ex-mari, il réussit à l'attraper par le cou et tente de la maîtriser. La femme réussit cependant à saisir un vase et à assommer l'homme avec.
Un facteur en visite est tué par la protagoniste féminine qui pousse le corps dans le sous-sol. Un détective affecte un agent pour enquêter sur un rapport concernant un homme disparu (le facteur). La femme démembre le cadavre du facteur dans sa cave mais se fait interrompre par une policière qui tente d'entrer dans la maison. Elle sera sauvagement tuée par la femme. Le détective décide alors d'enquêter lui-même sur les lieux.
Dans la cave, attaché à un siège, le protagoniste demande à la femme qui est la petite fille qu'il voit à travers des flashbacks. La femme lui dévoile alors une petite fille enfermée dans une cage et prétend qu'il s'agit de leur fille Audrey et la libère. La petite fille attrape alors un couteau et attaque la femme. Cependant, cette dernière assomme Audrey et la place dans la baignoire.
Le détective arrive devant la porte d'entrée, interrompant la femme alors qu'elle était sur le point d'effectuer une lobotomie au pic à glace à son prétendu mari. Après avoir éloigné le détective, elle tente de noyer Audry dans la baignoire, mais l'homme la frappe avec le couvercle de toilette et la petite fille parvient à s'enfuir.
L'homme se réveille par la suite dans un lit d'hôpital, où il est interviewé par le détective. Il demande alors ce qui est advenu de sa fille, et le détective lui répond qu'elle est en réalité la fille de Mason Williams. Un flashback montre alors comment l'homme et la femme ont enlevé Audrey en espérant une rançon afin de payer les traitements de fertilité de la femme. L'homme déclare alors que sa ravisseuse a tué toutes les personnes qui ont tenté d'entrer dans la maison, mais le détective révèle qu'elle n'a jamais été retrouvée.
Dans une tenue d'infirmière, la femme réapparaît dans la chambre d'hôpital et euthanasie son ancien otage.

## Fiche technique
Sauf indication contraire, les informations mentionnées dans cette section peuvent être confirmées par la base de données cinématographiques IMDb,  présente dans la section « Liens externes ».
- Titre original français : Illusions
- Titre international : Amnesiac
- Réalisation : Michael Polish
- Scénario : Amy Kolquist et Mike Le
- Direction artistique : Scott Hinckley
- Costumes : Lynette Meyer
- Photographie : Jayson Crothers
- Musique : Aleks de Carvalho
- Sociétés de production : XLrator Media
- Pays d'origine :  États-Unis
- Langue originale : anglais
- Budget : 3 millions de dollars (estimation)
- Format : couleur
- Genre : Drame
Énigme Thriller
- Durée : 90 minutes
- Dates de sortie : 
  - États-Unis : 14 décembre 2014
  - France : 2015

## Distribution
- Kate Bosworth (VF : Christine Braconnier) : la femme
- Wes Bentley : l'homme
- Olivia Rose Keegan (en) : Audrey
- Shashawnee Hall (VF : Lionel Henry) : le détective
- Richard Riehle : le facteur
- Patrick Bauchau : le médecin
- Mia Barron (en) : l'officier Rogers

 Source et légende : version française (VF) sur RS Doublage

## Accueil
Le film obtient un taux de satisfaction de 27% sur le site rottentomatoes et la note de 4.3/10 sur le site IMDb.